# Harish-Chandra
Harish-Chandra (hindi: हरीश चंद्र महरोत्रा)  (Kanpur, 11 d'octubre de 1923 - Princeton, 16 d'octubre de 1983) va ser un físic i matemàtic indi, que va treballar sobre tot als Estats Units.

## Vida i obra
El seu pare era un enginyer civil que, quan ell era petit, viatjava molt per inspeccionar els dics dels canals d'irrigació; per això, va passar bona part de la seva infància i adolescència vivint a casa del seu avi matern, el prestigiós advocat de Kanpur Ram Sanehi Seth, o viatjant amb el seu pare. Entre els nou i els setze anys va cursar els estudis secundaris a Kanpur i el 1939 es va matricular a la universitat de Allahabad en la qual es va graduar el 1941 i va obtenir el màster el 1943, amb només vint anys d'edat. A continuació, i per recomanació d'un dels seus professors a Allahabad, va estar dos anys fent estudis de postgrau a l'Institut Indi de les Ciències a Bangalore sota la direcció de Homi Jehangir Bhabha, abans de marxar a Anglaterra el 1945, per continuar els seus estudis amb Paul Dirac a la universitat de Cambridge, en la qual es va doctorar el 1947, amb una tesi dirigida per Dirac sobre representacions del grup de Lorentz que el va introduir en el camp de la teoria de representacions, camp pel qual va ser més conegut.
El 1947 va marxar als Estats Units on va fer la resta de la seva carrera acadèmica: primer a l'institut d'Estudis Avançats de Princeton durant dos cursos i, a continuació, un curs a la universitat Harvard, fins que el 1950 va ser contractat per la Universitat de Colúmbia en la qual va romandre fins que el 1963 quan va tornar a l'Institut d'Estudis Avançats de Princeton, en el qual va estar fins a la seva sobtada mort el 1983. Les seves cendres van ser en part escampades a Princeton i en part immerses al Ganges.
Des de 1949 va col·laborar amb Armand Borel en l'estudi dels subgrups aritmètics.